# Vliegende apen

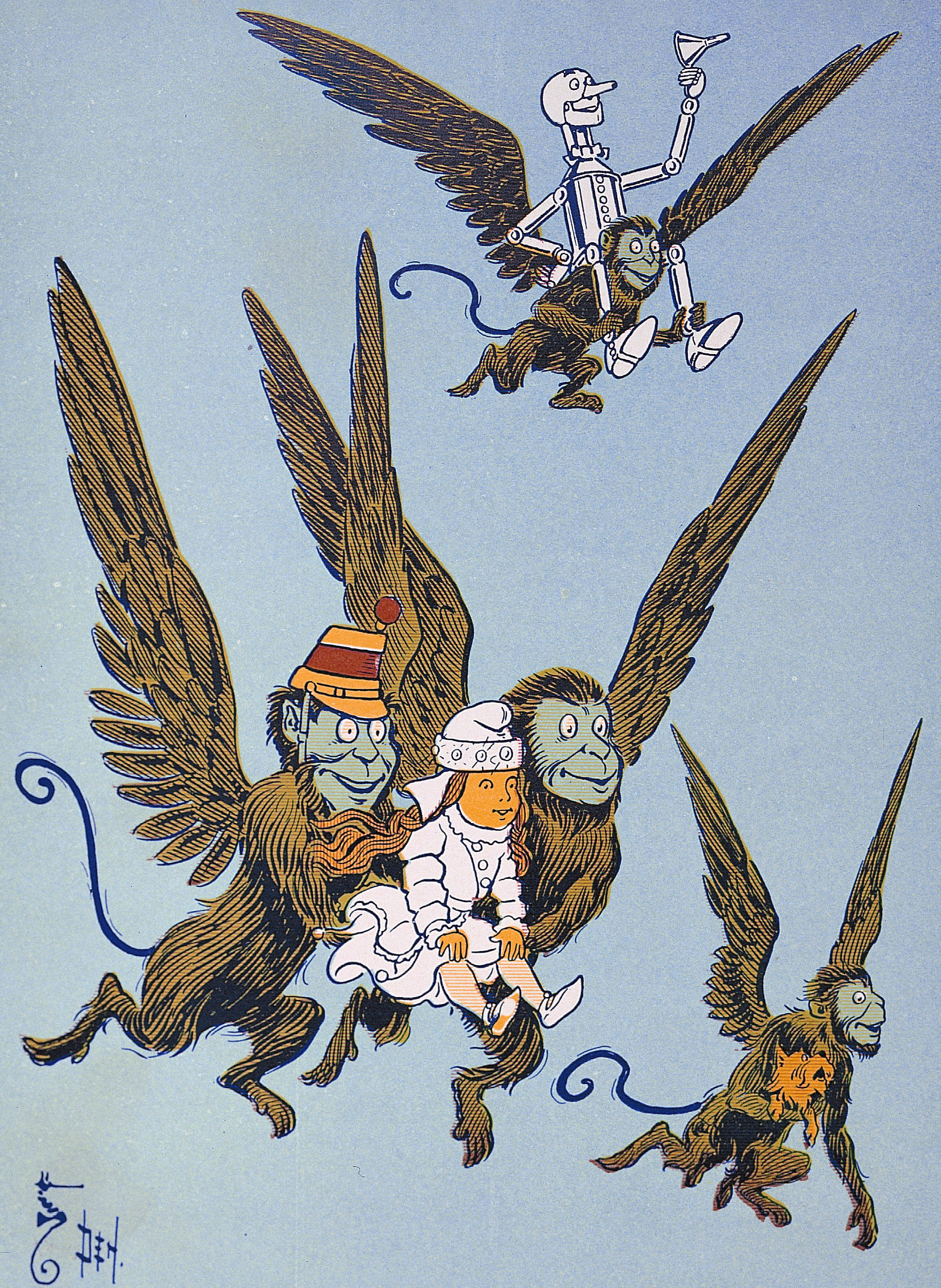
"De apen namen Dorothy bij de arm en vlogen met haar weg” —illustratie van W. W. Denslow in The Wonderful Wizard of Oz (1900)

Vliegende apen (flying monkeys) zijn mensen die door een narcist worden ingezet om het slachtoffer van die narcist te intimideren, manipuleren of isoleren. Deze term is afkomstig uit de film De tovenaar van Oz, waarin de Boze Heks van het Westen haar gevleugelde apen stuurt om Dorothy te vernietigen.
Narcisten gebruiken 'vliegende apen' om hun slachtoffers te terroriseren en isoleren, net als in de film. Ze worden vaak gebruikt wanneer de narcist niet rechtstreeks met het slachtoffer kan of wil communiceren of wanneer de narcist niet langer in staat is om invloed uit te oefenen op het slachtoffer. Narcisten gebruiken vaak tactieken zoals triangulatie, waarbij ze een derde persoon gebruiken om hun boodschap over te brengen, of gaslighting, waarbij ze het slachtoffer doen twijfelen aan hun eigen waarnemingen.
Vliegende apen kunnen vrienden, familieleden of zelfs collega's van het slachtoffer zijn. ‘Vliegende apen’ zijn zich niet altijd bewust van het feit dat ze worden gemanipuleerd door de narcist en dat ze bijdragen aan het misbruik. De narcist manipuleert hen vaak met leugens of gespeeld slachtofferschap en ze zijn zich vaak niet bewust van het feit dat ze als pionnen worden gebruikt in het narcistische spel. Sommige 'vliegende apen’ zijn zich echter bewust van hun rol en genieten van de macht die ze over het slachtoffer hebben.
Kenmerkend voor vliegende apen is dat ze actief contact zoeken met het slachtoffer, of het nu thuis is, aan de telefoon of op sociale media. Ze proberen het slachtoffer op indringende wijze duidelijk te maken dat zij onaangepast gedrag vertonen. Vliegende apen zien zichzelf meestal als goed geïnformeerde, gekwalificeerde helpers en/of strijders voor rechtvaardigheid die handelen op basis van volledige onpartijdigheid.
Vliegende apen geloven dat ze gemachtigd zijn om zich te bemoeien met situaties van anderen en zijn ervan overtuigd dat ze "het juiste doen". Narcisten zijn bedreven in het oproepen van sympathie van omstanders, wat sommige mensen motiveert om actie te ondernemen om het lijden van de narcist te verlichten. Vaak hebben vliegende apen tunnelvisie, waarbij ze geloven dat ze "het hele verhaal kennen", terwijl ze in werkelijkheid slechts één kant van het verhaal accepteren. Daarbij gaan ze voorbij aan de perspectieven, emoties en persoonlijke grenzen van het slachtoffer van de narcist.
Het gedrag van vliegende apen kan grenzeloos en schaamteloos zijn. Ze worden gedreven door de overtuiging dat ze vechten voor gerechtigheid en bescherming van de narcist die zich voordoet als slachtoffer. Hun gedrag kan leiden tot "misbruik via proxy", waarbij alles wat het slachtoffer zegt tegen hen wordt gebruikt, zowel in gesprekken als achter hun rug. Soms hebben deze mensen ook moeite met zelfreflectie en geven ze het slachtoffer de schuld van hun "onwil om te voldoen aan hun 'redelijke' eisen" voor hun fanatieke gedrag. Dit gedrag kan zeer schadelijk zijn voor degenen die het doelwit zijn van hun acties.
Het gedrag van vliegende apen is erg schadelijk voor het slachtoffer omdat het hen verder isoleert en geen steun biedt. Ze kunnen het gevoel hebben dat de hele wereld tegen hen is en dat er geen hoop is. Het gedrag van 'vliegende apen' kan ook bijdragen aan de ontwikkeling van posttraumatische stressstoornis (PTSS) bij slachtoffers van narcistisch misbruik.